# Achilles Last Stand
Achilles Last Stand – utwór angielskiego zespołu rockowego Led Zeppelin, otwierający album Presence z roku 1976.
Napisany został przez duet Page–Plant w domu Page’a w Malibu w Kalifornii, gdzie artyści przebywali w czasie gdy Plant dochodził do zdrowia po poważnym wypadku samochodowym, do którego doszło w Grecji w 1975 roku. „Achilles Last Stand” nagrany został w Musicland Studios w Monachium.

## Ogólny zarys
„Achilles Last Stand” jest jednym z najdłuższych utworów w repertuarze Led Zeppelin – ma 10 minut i 22 sekundy. Jego cechy to silna partia perkusji, galopujący bas (grany na ośmiostrunowej gitarze Jonesa) oraz wiele nałożonych na siebie partii gitarowych. Przypomina w niektórych aspektach utwory z gatunku speed metal.
Niektórzy sugerowali, że tytuł piosenki odnosi się do złamanej kostki Planta. Tekst został jednak ponoć zainspirowany doświadczeniami Planta z Maroka, a w szczególności z Gór Atlas („The mighty arms of Atlas hold the heavens from the Earth”). Dosłowne znaczenie tego wersu odnosi się do mitologicznego tytana Atlasa utrzymującego Ziemię na swoich barkach. Innym źródłem pomysłów dla Planta były wtedy wiersze angielskiego poety Williama Blake’a.
Fragment sekcji rytmicznej był grany podczas występów w środku utworu „Dazed and Confused” podczas tras koncertowych w latach 1973 i 1975. Wstęp do „Achilles Last Stand” można usłyszeć na filmie „The Song Remains the Same”. Jimmy Page powiedział kiedyś, że „Achilles Last Stand” to jego ulubiony utwór z repertuaru Led Zeppelin. Był on grany na prawie każdym koncercie zespołu zaczynając od amerykańskiej trasy z 1977. Na początku Page spodziewał się, że do jego wykonywania będzie musiał używać swojego dwugryfowego Gibsona EDS-1275, lecz ostatecznie okazało się, że może wystarczy mu jego Gibson Les Paul.
Nagranie na żywo Achilles Last Stand można zobaczyć na płycie Led Zeppelin DVD. Utwór został także użyty w filmie Dogtown and Z-Boys z 2001 roku.